# Hydrocyphon fulvescens
Hydrocyphon fulvescens es una especie de coleóptero de la familia Scirtidae.

## Distribución geográfica
Habita en  España.